# Portugália uralkodóinak listája
Portugália királyai trónjukat 868-ból származtatják, amikor a portugál nemzet alapítója, Vímara Peres a dél-galiciai grófság élére állt. III. Alfonz asztúriai király (838–910) Vímarának adta a Minho és a Douro folyók közötti területet. Vímara Peres grófságát egy idő múlva annak legnagyobb városáról, Portucaléról, a mai Portóról nevezték el – ez lett az első portugál grófság (Condado de Portucale).
1071-ben II. García (1042–1090), Galicia királya leverte az ellene lázadó grófságot, és magát Galicia és Portugália királyának tette meg. 1072-ben García birtokait Kasztília és León királyságához csatolták.
1093-ban a mórok elleni küzdelem során Henrik újra megszerezte a portugál grófi címet. 1139-től a grófok felvették a Portugália királya címet, és ugyan több uralkodói ház is trónra léphetett az ibériai királyságban, mégis kisebb kihagyásokkal 1910-ig fennmaradt ez a cím.
| Uralkodó                                            | Uralkodott | Megjegyzés |
| --------------------------------------------------- | ---------- | --- |
| Portugália grófjai a Vímara Peres-házból (868–1071) |            | |
| Vímara * 820 k. † 873                               | 868–873    | Vímara Peres Portugália alapítója. |
| Lucídio * 840? † 922?                               | 873–922?   | Lucídio Vimaranes |
| Onega * 878? † 924                                  | 922?–924   | Onega Lucides Lucídio leánya, aki férjével, Diogóval (Diogo Fernandes, * 870? † 924?) együtt uralkodott.                                                           |
| Mumadona * ? † 999                                  | 924–950    | Mumadona Dias Diogo leánya, aki I. Mendóhoz (Menendo Gonçalves, * 900 k. † 950) ment feleségül. Férje halála után lemondott, és birtokait felosztotta fiai között. |
| Gonçalo * 925 † 999                                 | 950–999    | Gonçalo Mendes, 997-től Portugália nagyhercege. |
| II. Mendo * ? † 1008                                | 999–1008   | Mendo Gonçalves |
| Alvito * ? † 1015                                   | 1008–1015  | Alvito Mendes |
| Ilduara * ? † 1028                                  | 1017–1028  | Ilduara Mendes II. Mendo leánya, aki I. Nuño (* ? † 1028) feleségeként kormányozta a grófságot.                                                                    |
| III. Mendo * ? † 1050                               | 1028–1050  | |
| II. Nuño * ? † 1071                                 | 1050–1071  | Nuño Mendes Grófsága alatt 1065-ben foglalta el Portugáliát II. García, Galicia királya, és az ő uralma alatt tarthatta meg a grófi címet.                         |

| Portré                                                                                            | Uralkodó                                                                      | Uralkodott | Megjegyzés |
| ------------------------------------------------------------------------------------------------- | ----------------------------------------------------------------------------- | --- | --- |
| Portugália grófjai a Burgundiai-ház alatt (1093–1139)                                             |                                                                               | | |
|                                                                                                   | Alapító Henrik * 1069 † 1112. XI. 1.                                          | 1093–1112 | I. Róbert burgundiai herceg (1011–1076) unokája, a második grófság alapítója. VI. Alfonz kasztíliai király (1040–1109) 1093-ban Henriknek adta a Minho és a Tajo közti területet. Henrik később függetlenítette magát Kasztíliától. Neve portugálul: Henrique I de Borgonha. |
|                                                                                                   | Leóni Teréz * 1080 † 1130. XI. 11.                                            | 1112–1126 | I. Henrik felesége. Gyakran követelte ki magának a Portugália királynője megszólítást. Neve portugálul: Teresa de Leão. |
|                                                                                                   | I. Hódító Alfonz * 1109. VII. 25. † 1185. XII. 6.                             | 1126–1139 | I. Henrik és Teréz fia. Gróf, majd herceg. Neve portugálul: Dom Afonso I vagy Dom Afonso Henriques, o Conquistador. |
| Portugália királyai a Burgundiai-ház alatt (1139–1383)                                            |                                                                               | | |
|                                                                                                   | I. Hódító Alfonz (ld. fent)                                                   | 1139–1185 | A portugál királyság megalapítója: elsőként ő vette fel ezt a címet (1139). Hűséget esküdött a pápának (1140). 1147-ben a keresztesek hadaival bevette, majd Portugália fővárosává tette Lisszabont. A portugál királyságot 1179-ben III. Sándor pápa (1105–1181) is elismerte. |
|                                                                                                   | I. Népesítő Sancho * 1154. XI. 11. † 1212. III. 26.                           | 1185–1211 | I. Alfonz fia. Új városokat, falvakat alapított, támogatta az új iparágakat. Az északi régiókba flamandokat és burgundokat telepített. Támogatta a tudományokat és az irodalmat. Neve portugálul: Dom Sancho I o Povoador. |
|                                                                                                   | II. Kövér Alfonz * 1185. IV. 23. † 1223. III. 25.                             | 1211–1223 | I. Sancho fia. A cortes segítségével bölcs törvényeket hozott. Neve portugálul: Dom Afonso II o Gordo. |
|                                                                                                   | II. Kegyes Sancho * 1207. IX. 8. † 1248. I. 4.                                | 1223–1247 | II. Alfonz fia. A papság elleni fellépése miatt IV. Ince pápa (1180 k. - 1254) eltávolíttatta trónjáról, így Sancho menekültként halt meg Kasztíliában. Neve portugálul: Dom Sacho II o Piedoso. |
|                                                                                                   | III. Helyreállító Alfonz * 1210. V. 5. † 1279. II. 16.                        | 1247–1279 | II. Sancho öccse. 1250-ben elfoglalta Algarve tartományt, ezzel Guadiana lett Portugália és Kasztília határa. Neve portugálul: Dom Afonso III o Bolonhês. |
|                                                                                                   | I. Földművelő Dénes * 1261. X. 9. † 1325. I. 7.                               | 1279–1325 | III. Alfonz fia. Felvirágoztatta a portugál városokat. Más források Igazságos Dénesként említik. Neve portugálul: Dom Dinis o Lavrador. |
|                                                                                                   | IV. Merész Alfonz * 1291. II. 8. † 1357. V. 28.                               | 1325–1357 | Dénes fia. Részt vett a mórok ellen vívott saladói csatában, de háborúba keveredett a saját fiával is. Neve portugálul: Dom Afonso IV o Bravo. |
|                                                                                                   | I. Igazságosztó Péter * 1320. IV. 8. † 1367. I. 18.                           | 1357–1367 | IV. Alfonz fia. Uralomra jutva véres bosszút állt az apja által 1355-ben megöletett szeretett udvarhölgye, Inês de Castro gyilkosain, ezért Kegyetlen Péternek is nevezik a krónikákban. Neve portugálul: Dom Pedro I o Justiceiro vagy o Cruel. |
|                                                                                                   | I. Szép Ferdinánd * 1345. X. 31. † 1383. X. 22.                               | 1367–1383 | I. Péter fia. Máskor Állhatatlan Ferdinánd néven említik. Idősebb lánya révén I. Jánost, Kasztília királyát (1358–1390) illette meg a portugál trón, de a portugálok fölkeltek az idegen uralkodó ellen, és új dinasztiát ültettek az ország trónjára. Neve portugálul: Dom Fernando I o Formoso vagy o Belo. |
|                                                                                                   | I. Beatrix * 1372. XII. 9. † 1408. III. 8.                                    | 1383–1385 | I. Ferdinánd lánya. Férje, I. János kasztíliai király (1358–1390) felesége révén magának követelte a portugál trónt, de a portugálok fölkeltek az idegen uralkodó ellen, és az eddigi dinasztia fattyú ágát ültettek az ország trónjára. 1383-ban Leonor Teles de Meneses (1350 k. - 1386. ápr. 27.), Beatrix királynő édesanyja kormányzott.                                                                          |
| Portugália királyai az Avis-ház alatt (1385–1580)                                                 |                                                                               | | |
|                                                                                                   | I. Jó János * 1358. IV. 11. † 1433. VIII. 14.                                 | 1385–1433 | I. Péter törvénytelen fia, az Avis-rend nagymestere. A korabeli történetírás máskor a Nagy vagy Emlékező jelzőt használja. Az aljubarrotai csata (1385) győzteseként foglalhatta el a portugál trónt. 1415-ben elfoglalta az Észak-afrikai Ceutát. Neve portugálul: Dom João I de Boa Memória. |
|                                                                                                   | I. Ékesszóló Eduárd (I. Duarte portugál király) * 1391. X. 31. † 1438. IX. 9. | 1433–1438 | I. János fia. Eredménytelenül ostromolta meg Tangert. Neve portugálul: Dom Duarte I o Rei-filósofo. |
|                                                                                                   | V. Afrikai Alfonz * 1432. I. 15. † 1481. VIII. 28.                            | 1438–1481 | I. Duarte fia. Elfoglalta Tangert (1471). Neve portugálul: Dom Afonso V o Africano. |
|                                                                                                   | II. Tökéletes János * 1455. V. 3. † 1495. X. 25.                              | 1481–1495 | V. Alfonz fia. Megerősítette a királyi hatalmat; uralma alatt Lisszabon jelentős kereskedelmi központtá fejlődött. Neve portugálul: Dom João II o Principe Perfeito. |
|                                                                                                   | I. Szerencsés Mánuel * 1469. V. 31. † 1521. XII. 13.                          | 1495–1521 | Duarte unokája. A portugál világuralom megalapítója: uralma alatt a portugálok bázisokat építettek ki Kelet-Indiában, Kínában, Dél-Afrikában és Brazíliában. A portugálok megszerezték a hatalmas jövedelmet hozó indiai fűszerkereskedelem monopóliumát. Neve portugálul: Dom Manuel I o Venturoso. |
|                                                                                                   | III. Kegyes János * 1502. VI. 6. † 1557. VI. 11.                              | 1521–1557 | I. Mánuel fia. Folytatta apja gyarmatszerző politikáját. Neve portugálul: Dom João III o Piedoso. |
|                                                                                                   | I. Óhajtott Sebestyén * 1554. I. 20. † 1578. VIII. 4.                         | 1557–1578 | III. János unokája. A mórokkal vívott harcban esett el Észak-Afrikában, Alcazar mellett. Neve portugálul: Dom Sebastião I o Desejado. |
|                                                                                                   | I. Kardinális Henrik * 1512. I. 31. † 1580. I. 31.                            | 1578–1580 | III. János öccse. Bíboros volt, amikor a portugál trónra került. Neve portugálul: Dom Henrique II o Casto. |
|                                                                                                   | Antal * 1531 † 1595. VIII. 26.                                                | 1580 | I. Mánuel unokája. A portugál trónról elűzte II. Fülöp spanyol király. Párizsban halt meg. Neve portugálul: Dom António o Prior do Crato. |
| Portugália és Spanyolország királyai a Habsburg-ház alatt (1580–1640)                             |                                                                               | | |
|                                                                                                   | I. Okos Fülöp * 1527. V. 21. † 1598. IX. 13.                                  | 1580–1598 | Spanyolországban II. Fülöp, Mosolytalan jelzővel is illették. 1580-ban megszállta Portugáliát, bejelentette igényét a koronára, így (az egyház és főnemesség támogatásával) létrehozta a perszonáluniót. A portugálok ellenszenvét növelte a spanyolok által bevezetett inkvizíció. Neve portugálul: Dom Filipe I. |
|                                                                                                   | II. Kegyes Fülöp * 1578. IV. 14. † 1621. III. 31.                             | 1598–1621 | I. Fülöp másik feleségétől született fia. Spanyolországban III. Fülöp, más néven Jámbor Fülöp. Neve portugálul: Dom Filipe II o Pio. |
|                                                                                                   | III. Nagy Fülöp * 1605. IV. 8. † 1665. IX. 17.                                | 1621–1640 | II. Fülöp fia. Megpróbálta Portugáliát spanyol tartomány rangjára süllyeszteni, de a portugál nemesek jogaik elvesztése miatt Bragança-i János (a későbbi IV. János) vezetésével fellázadtak uralma ellen. Neve portugálul: Dom Filipe III o Grande. |
| Portugália királyai a Bragança-ház alatt (1640–1853)                                              |                                                                               | | |
|                                                                                                   | IV. Helyreállító János * 1604. III. 18. † 1656. XI. 6.                        | 1640–1656 | I. János nyolcadik leszármazottja. 1654-ben olyan kereskedelmi szerződést kötött Angliával, ami gazdasági függőségbe hozza Portugáliát. Neve portugálul: Dom João IV o Restaurador. |
|                                                                                                   | VI. Győztes Alfonz * 1643. VIII. 21. † 1683. IX. 12.                          | 1656–1667 | IV. János fia. Mivel nem törődött feleségével, az testvérével, a későbbi II. Péterrel szövetkezve megbuktatta. Száműzöttként élt Terceira szigetén, majd Sintrába vitték fogságba, ahol meghalt. Neve portugálul: Dom Afonso VI o Vitorioso. |
|                                                                                                   | II. Csendes Péter * 1648. IV. 26. † 1706. XII. 9.                             | 1667–1706 | VI. Alfonz fivére. 1703-ban újabb szerződést kötött Angliával (methueni szerződés), és ezzel a portugál kereskedelmet kiszolgáltatta a Citynek. A brazíliai aranybányákból befolyó jövedelem gazdasági fellendülést hozott. Neve portugálul: Dom Pedro II o Pacífico. |
|                                                                                                   | V. Nagylelkű János * 1689. X. 22. † 1750. VII. 31.                            | 1706–1750 | II. Péter fia. Neve portugálul: Dom João V o Magnânimo. |
|                                                                                                   | Újító József * 1714. VI. 6. † 1777. II. 24.                                   | 1750–1777 | V. János fia. Uralma alatt (1755 nov. 1-jén.) földrengés sújtotta Lisszabont , de minisztere, José de Carvalho (1699–1783: külügyminiszter 1750–1756, főminiszter 1756–1777) újjáépítette a várost; ugyancsak ő leplezte le a király elleni összeesküvést (1758-ban). 1759-ben kiűzte Portugáliából a jezsuita rendet. Neve portugálul: Dom José o Reformador.                                                         |
|                                                                                                   | I. Siránkozó Mária * 1734. XII. 17. † 1816. II. 20.                           | 1777–1816 | József leánya. Férje és elsőszülött gyermeke elvesztésébe beleőrült. Neve portugálul: Dona Maria I a Piedosa. |
| III. Péter * 1717. VII. 5. † 1786. V. 25.                                                         | 1777–1786                                                                     | József öccse, I. Mária férje. Uralmuk alatt a nemesség felülkerekedett a polgárságon. Neve portugálul: Dom Pedro III. | |
|                                                                                                   | VI. Irgalmas János * 1767. V. 13. † 1826. III. 10.                            | 1816–1826 | III. Péter és I. Mária fia. A francia csapatok elől Brazíliába menekült. Portugália Arthur Wellesley partraszállása után hadszíntérré vált, és a félszigeti háborúban az angol–portugál hadak tönkreverték a franciákat. Lázadás tört ki a portugál flottában (1820 aug. 24.). 1821-ben VI. János visszatért a portugál trónra; Brazília 1822-ben kikiáltotta függetlenségét. Neve portugálul: Dom João VI o Clemente. |
|                                                                                                   | IV. Katona Péter * 1798. X. 12. † 1834. IX. 24.                               | 1826 | VI. János fia. I. Péter néven Brazília császára 1822-től. Neve portugálul: Dom Pedro IV o Rei-Soldado. |
|                                                                                                   | II. Dicsőséges Mária * 1819. IV. 4. † 1853. XI. 15.                           | 1826–1828 | IV. Péter leánya. Neve portugálul: Dona Maria II a Educadora . |
|                                                                                                   | I. Bitorló Mihály * 1802. X. 26. † 1866. XI. 14.                              | 1828–1834 | IV. Péter fivére. Eredetileg II. Mária régense, de 1828 jún.-ban királlyá koronáztatja magát. Bátyja nyomására 1834 máj.-ban lemond. Neve portugálul: Dom Miguel I o Absolutista. |
|                                                                                                   | II. Dicsőséges Mária (ld. fent)                                               | 1834–1853 | Másodszor uralkodik. |
| Portugália királyai a Bragança-Szász-Coburg-Gotha-ház alatt (1853–1910)                           |                                                                               | | |
|                                                                                                   | II. Ferdinánd * 1816. X. 29. † 1885. XII. 15.                                 | 1837–1853 | II. Mária férje. Nem fogadta el a neki 1869-ben felajánlott spanyol koronát. Neve portugálul: Dom Fernando II de Saxe-Coburgo-Gota, o Rei-Artista. |
|                                                                                                   | V. Reményteljes Péter * 1837. IX. 16. † 1861. XI. 11.                         | 1853–1861 | II. Ferdinánd és II. Mária fia. 1854-ben felszabadítja a rabszolgákat a gyarmati koronauradalmakon. Neve portugálul: Dom Pedro V o Esperançoso. |
|                                                                                                   | I. Népszerű Lajos * 1838. X. 31. † 1889. X. 19.                               | 1861–1889 | V. Péter öccse. Liberális reformokat hoz: majorátus megszüntetése (1864), polgári törvénykönyv kiadása (1867), a rabszolgaság teljes eltörlése (1868). Neve portugálul: Dom Luís I o Popular. |
|                                                                                                   | I. Diplomata Károly * 1863. IX. 28. † 1908. II. 1.                            | 1889–1908 | Lajos fia. Nagy Britannia ultimátumának (1890) hatására Portugália értékes gyarmatokat veszít el. 1908-ban merénylet áldozata lesz. Neve portugálul: Dom Carlos I o Diplomata. |
|                                                                                                   | II. Hazafias Mánuel * 1889. XI. 15. † 1932. VII. 2.                           | 1908–1910 | Károly fia. 1910. október 3-án forradalom tör ki, II. Mánuel Angliába menekül, az egyházi földeket elkobozzák. Neve portugálul: Dom Manuel II o Desventurado. |
| 1911. július 19-én kikiáltják a köztársaságot, augusztusban elfogadják a köztársaság alkotmányát. |                                                                               | | |

| Az Ibériai-félsziget keresztény uralkodóinak táblája a Reconquista idejétől napjainkig |                              |                              |                              |                              |               |                              |                              |                              |                              |
| Portugália                                                                             | Spanyolország                | Spanyolország                | Spanyolország                | Spanyolország                | Spanyolország | Spanyolország                | Spanyolország                | Spanyolország                | Spanyolország                |
| Portugália                                                                             | A Kasztíliai Korona országai | A Kasztíliai Korona országai | A Kasztíliai Korona országai | A Kasztíliai Korona országai | Navarra       | Az Aragóniai Korona országai | Az Aragóniai Korona országai | Az Aragóniai Korona országai | Az Aragóniai Korona országai |
| Portugália                                                                             | Galicia                      | Asztúria                     | León                         | Kasztília                    | Navarra       | Aragónia                     | Barcelona                    | Valencia                     | Mallorca                     |

## Lásd még
- Portugál királyok és királynők családfája